# Tau Virginis
Désignations
Tau Virginis (τ Vir / τ Virginis) est une étoile de la constellation zodiacale de la Vierge. Elle est visible à l’œil nu avec une magnitude apparente de +4,28. D'après les mesures de parallaxe annuelle réalisées par le satellite Hipparcos, l'étoile est distante de 225 ± 3 a.l. (∼ 69 pc) de la Terre.
Tau Virginis est une étoile blanche de type spectral A2IV/V, ce qui signifie que son spectre montre à fois des traits d'une étoile sur la séquence principale et d'une sous-géante un peu plus évoluée. Elle est âgée d'environ 700 millions d'années et elle tourne rapidement sur elle-même avec une vitesse de rotation projetée de 186 km/s. L'étoile fait près de deux fois la masse du Soleil et son rayon vaut 160 % celui du Soleil. Elle brille avec une luminosité équivalente à 70 fois la luminosité du Soleil et sa température effective est de 8 413 K. Elle a la particularité d'être l'une des étoiles les moins variables parmi celles qui ont été observées par le satellite Hipparcos ; sa luminosité ne varie pas plus que 0,0007 magnitude
Tau Virginis apparaît être une étoile solitaire. Elle possède plusieurs compagnons optiques, qui sont listés ci-dessous :
| Compagnon | Magnitude visuelle | Séparation angulaire | Angle de position | Année de mesure |
| --------- | ------------------ | -------------------- | ----------------- | --------------- |
| B         | 9,41               | 82,70″               | 287°              | 2012            |
| C         | 13,10              | 176,70″              | 353°              | 2000            |
| D         | 9,68               | 342,70″              | 85°               | 2012            |
| E         | 12,00              | 14,6″                | 175°              | 2009            |